# 김영수 (관료)
김영수(金永壽, 일본식 이름: 松山博則마쓰야마 히로노리, 1888년 10월 14일 ~ 1974년 10월 22일)는 일제강점기의 관료로, 본적은 서울특별시 종로구 권농동이다.

## 생애
1908년 일본 도쿄도 경시청 순사로 재직했으며 보통문관시험에 합격한 뒤 귀국했다. 1909년 주전원(主殿院) 전무(電務) 기수, 1910년 주전원 서무 촉탁으로 재직했고 1911년 조선총독부 임시토지조사국 기수를 역임했다.
1914년 이왕직 속(屬)으로 재직했으며 1915년 11월 10일 일본 정부로부터 다이쇼 대례 기념장, 1928년 11월 16일 쇼와 대례 기념장을 받았다. 함경남도 정평군수(1924년 12월 24일 임명)와 함경남도 고원군수(1927년 9월 12일 임명), 전라남도 장흥군수(1932년 3월 3일 임명), 전라남도 무안군수(1935년 6월 19일 임명)를 역임했으며 1930년 9월 9일 일본 정부로부터 훈6등 서보장, 1935년 12월 7일 훈5등 서보장을 받았다.
1937년 12월 28일 고등관 3등, 1938년 2월 1일 종5위에 각각 서위되었으며 1938년 4월 16일부터 1940년 11월 29일까지 황해도 옹진군수를 역임했다. 황해도 옹진군수 재직 시절 국방헌금 및 애국기 헌납자금 모집 업무, 군용물자 조달 및 군수품 제조 공출 업무, 군대 후원 업무, 국채 소화 및 저축 장려 업무, 국방사상 보급 및 선전 업무를 수행하여 일본의 침략 전쟁에 적극 협력했다. 민족문제연구소의 친일인명사전 수록자 명단의 관료 부문, 친일반민족행위진상규명위원회가 발표한 친일반민족행위 705인 명단에 포함되었다.

## 참고자료
- 친일반민족행위진상규명위원회 (2009). 〈김영수 (金永壽)〉. 《친일반민족행위진상규명 보고서 Ⅳ-3》. 서울. 449~454쪽.